# 11 piki no neko
11 piki no neko (１１ぴきのねこ? lett. "11 gatti affamati") è un film d'animazione del 1980 diretto da Shiro Fujimoto.
Tratto da una famosa serie di libri illustrati per bambini dello scrittore Noboru Baba, il lungometraggio ha avuto anche un sequel, 11 piki no neko to ahoudori, proiettato per la prima volta nel 1986. Il film è stato doppiato in tedesco ma non in italiano.

## Trama
Undici gatti, uno tigrato e gli altri dieci con il pelo azzurro, sono impegnati nei differenti problemi di una città abitata solo da gatti.